# 阮氏秋惠
阮氏秋惠（1966年—）是越南女作家。1966年出生在河内。曾获得河内短篇小说和小说比赛A奖；《前锋报》青春作品奖，《军队文艺杂志》短篇小说第一名。是第八届越南作家协会常务委员。目前阮氏秋惠在越南电视台任编辑书记委员会工作。

## 已出版作品
- 《Cát đợi》
- 《Phù thủy》
- 《Hậu thiên đường》
- 《Nào》
- 《ta cùng lãng quên》
- 《Thành phố đi vắng》（短篇小说，2012年）青春出版社出版

及37部短篇小说。